# 앤디 그리피스 쇼
《앤디 그리피스 쇼》(The Andy Griffith Show)는 미국의 시트콤이다. 1960년 10월 3일부터 1968년 4월 1일까지 CBS에서 방송되었다. 앤디 그리피스가 노스캐롤라이나의 가상의 마을 메이베리에서 근무하는 홀아비의 보안관을 연기했다.